# Теремки (урочище)
«Теремки» (укр. «Теремки») — урочище и часть Голосеевского национального природного парка (с 2007 года), расположенное на территории Голосеевского района Киевского горсовета (Украина). Место отдыха горожан. Площадь — 93,8 га

## История
Урочище Теремки вошло в состав Голосеевского регионального ландшафтного парка, а затем и Голосеевского национального природного парка, созданного на базе предыдущего 27 февраля 2007 года.

## Описание
Урочище Теремки является отдельно расположенной частью Голосеевского НПП как зона регулированной рекреации, ограниченное на севере одноименным жилым массивом, северо-западе — проспектом Академика Глушкова и юге — административной границей с Киево-Святошинским районом Киевской области, а юго-западная часть урочище выходит за пределы проспекта Глушкова и ограничено территорией Кибцентра и административной границей. На территории урочища расположен памятник природы местного значения Группа столетних деревьев дуба.
Как добраться Транспортː от ст. м. Теремки пешком 300 м или ост. Кибернетический центр и Одесский рынок троллейбус № 43 (от ст. м. Дружба народов, Лыбедская, Выставочный центр, Теремки). Ближайшие станции метроː   Теремки.

## Природа
Рельеф урочища без яров и балок с преобладанием лесной растительности. Урочище представлено доминирующими здесь дубово-грабовыми насаждениями, которые чередуются с дубовыми и липовыми. В дубово-грабовом лесу подлесок представлен черешней. В урочище есть несколько лесных лужаек с настоящими лугами, а также на более влажных участках есть фрагменты болотистых и торфянистых лугов.